# Nordenov bombni namerilnik
Nordenov bombni namerilnik (angleško Norden bombsight, rusko Bombovij pricel) je bil tahometrični bombni namerilnik, ki so ga uporabljale Ameriške letalske sile (USAAF) in Ameriška mornarica med Drugo svetovno vojno, korejsko in vietnamsko vojno. Ta naprava, ki je bila v bistvu analogni računalnik, povezan z avtopilotom, je povečala natančnost bombardiranja. Računalnik je preračunal parametre, kot so hitrost, veter in višina, nakar je prek avtopilota usmeril letalo in samodejno izpustil bombe. Nordenov namerilnik je bil ena izmed najstrožje varovanih skrivnosti druge svetovne vojne in so ga uničili kadar se je le dalo, da ne bi prišel v sovražnikove roke.
Na testiranju je Nordenov namerilnik dosegel CEP 23 metrov - radij v katerem naj bi padlo 50 % bomb. To bi teoretično omogočalo natančno bombardiranje tovarn, ladij in drugih majhnih ciljev in bi zelo skrajšalo drugo svetovno vojno.
V praksi je bil CEP precej slabši in sicer 370 metrov. Zato so uporabljali velike skupine bombnikov, mornarica pa je začela uporabljati strmoglavo (pikirajoče) bombardiranje. Vendar je bil Nordenov namerilnik še vedno nepogrešljiva naprava.